# Sarvastivada
Sarvāstivāda (Sanskrit सर्वास्तिवाद sarvāstivāda; tibetisch in Umschrift nach Wylie: thams cad yod par smra ba) ist der Name einer dem Zweig der Sthaviravāda zugehörigen Schule des frühen indischen Buddhismus, die sich nach dem 3. Konzil von Pataliputta (heute Patna) ca. 253 v. Chr. aufgrund von Meinungsverschiedenheiten u. a. über das Verständnis des Abhidhamma/Abhidharma von der Schule der Vibhajjavada trennte. Der Sarvāstivāda war die bedeutendste der sogenannten Hinayana-Schulen des frühen Buddhismus und vor allem in Zentral- und Nordwestindien (heute Pakistan) verbreitet, wobei sich seine Wirkung auch auf Indonesien, China, Tibet und Japan erstreckte. Einen wesentlichen Beitrag leistete er auch zur Entstehung und Entwicklung des Mahayana. Die Schule wurde mit der islamischen Eroberung Zentralasiens und Indiens im 11. Jahrhundert stark geschwächt und ging schließlich unter.

## Lehrtexte / Quellen
Die Schule des Sarvāstivāda verfügte über eine eigene, vom Pali-Kanon abweichende Sanskrit-Fassung der Lehrreden des Buddha (Sutra-Pitaka) sowie über eine eigene Sanskrit-Fassung des Abhidharma, die zwar wie die Theravada-Version des Pali-Abhidhamma ebenfalls aus insgesamt sieben Büchern bestand dabei jedoch erhebliche inhaltliche Abweichungen von den Pali-Schriften aufwies:
1. Sangitiparyaya
2. Dharmaskandha
3. Prajnaptisastra
4. Dhatukaya
5. Vijnanakaya
6. Prakaranapada
7. Jnanaprasthana

Ihre endgültige Form fand sie im Abhidharmakosha („Schatzkammer des Abhidharma“), ein von Vasubandhu im 5. Jh. n. Chr. zusammengestelltes Kompendium. Sämtliche Sarvastivada-Schriften sind heute nur noch fragmentarisch in Sanskrit erhalten, der größte Teil liegt jedoch in tibetischer und chinesischer Übersetzung vor.
Es existieren zudem zwei um das 1. Jh. v. Chr. entstandene, aus der Sicht des Sarvāstivāda verfasste Kommentare zum Abhidharma, die Vasubandhu als Vorlage dienten: das Vibhasha (etwa: „ausführliche Erläuterung“) und das Mahavibhasha („große ausführliche Erläuterung“ zum Jnanaprasthana), die den Anhängern des Sarvastivada ihren Beinamen "Vaibhashika" einbrachten.
Die Sarvāstivādin von Mathurā nannten sich Mulāsarvāstivāda (tibetisch: gzhi thams cad yod par smra ba). Ihre weiterentwickelte Lehre stellt einen Übergang zwischen hina- und mahayanistischem Buddhismus dar.

## Philosophie
Im Rahmen ihrer Epistemologie widmeten sich die Sarvāstivādin einer umfangreichen Analyse der in der Abhidharma-Literatur dargelegten Grundbausteine der Wirklichkeit, den Daseinsfaktoren (skandhas). Nach ihrer Auffassung war es möglich, alle Daseinsfaktoren unmittelbar und direkt wahrzunehmen (bahya-pratyaksha). Sie verfochten dementsprechend einen pluralistischen Realismus und unterschieden vier Stadien, die jene Faktoren im Prozess der Vergänglichkeit durchlaufen: Entstehung (jati), Dasein (sthiti), Verfall (jarata) und Zerstörung (vyaya).
Da die Existenz der Daseinsfaktoren also aufgrund dieser Übergangsphasen mehrere Augenblicke andauerte, mussten diese auch durch Vergangenheit, Gegenwart und Zukunft hinweg existent sein (daher der Name 'Sarvāstivāda': Sanskrit sarvam asti = alles existiert). Bestimmte Bedingungen, so argumentierten die Sarvāstivādin, die in der Vergangenheit aufgetreten sind, sind Voraussetzungen für den jetzigen Zustand, und die Bedingungen, die in der Gegenwart zusammentreffen, bestimmen den Verlauf der Zukunft. Handlungen (karma) bringen ihre jeweiligen Wirkungen hervor – die Früchte (phala) dieser Handlungen, die ihnen zeitlich vorausgegangen sind. Die Sarvāstivādin illustrierten diesen Sachverhalt mit der Metapher eines Steines, der still auf einem Berggipfel ruht. In dieser Position entspricht er einem zukünftigen dharma. Gerät der Stein in Bewegung und rollt den Berg hinab, wird er zu einem gegenwärtigen dharma. Am Fuß des Berges zur Ruhe gekommen, ist er zu einem vergangenen dharma geworden.
Es musste nach den Überlegungen der Sarvāstivādin eine direkte kausale Verknüpfung zwischen den Daseinsfaktoren der drei Zeitabschnitte geben, und diese Verknüpfung machten sie an der dauerhaften Eigenexistenz (svabhava) fest, die sie den Daseinsfaktoren zusprachen. Die in ihrer Essenz ewig existierenden Faktoren wechseln nach dieser Auffassung durch die jeweils karmisch bedingte Aktivierung aus einem Zustand der Latenz in eine Manifestation über, um in dieser den menschlichen Erfahrungshorizont und die Dinge der Welt zu konstituieren. Nachdem die Bindung, welche die Daseinsfaktoren für eine bestimmte Zeit eingegangen sind, wieder auseinanderfällt, verlöschen die Faktoren nicht vollständig, sondern bleiben stets solange in ihrer Potentialität erhalten, bis sie erneut aktiviert werden. Erlösung bedeutet im Sarvāstivāda analog dazu, dass keiner der Daseinsfaktoren mehr aktiviert wird – der Lebensstrom (bhavanga) des Erlösten kommt zum Stillstand, wird in einen dauerhaften Ruhezustand überführt. Dieser Zustand entspricht dem "statischen Nirvana", der zu den drei nichtbedingten (asamskrta) Daseinsfaktoren zählt, die im Sarvastivada zusätzlich zu den bedingten Daseinsfaktoren aufgeführt werden: aktives Nirvana (apratishthita-nirvana), statisches Nirvana (pratishthita-nirvana) und Raum (akasha).
Jeder Daseinsfaktor verfügt im Sarvāstivāda über seine ihm jeweils inhärente Eigenschaft (svalakshana), die ihn von anderen Faktoren unterscheidet. Der Same, der zu einem Baum heranwächst, besitzt in seiner Funktion als Ursache ein charakteristisches Merkmal, das ihn mit dieser und nur dieser Wirkung verbindet. Die Fähigkeit, eine bestimmte Wirkung hervorbringen zu können, ist somit bereits in der Ursache angelegt.